# 69 Hesperia
För andra betydelser, se Hesperia (olika betydelser).
69 Hesperia eller 1932 CM1 är en asteroid upptäckt 26 april 1861 av den italienska astronomen Giovanni Schiaparelli i Milano. Asteroiden har fått sitt namn efter det grekiska namnet för Italien, Hesperia, som härrör från Vesper (eller Hesper), utifrån den nedgående solen, vilket från grekisk horisont skedde i riktning mot Italien.
Studier av ljuskurvor visar att asteroiden har en del plana ytor.